# Джиоев, Арсений Батирович
Арсений Батирович Джиоев (азерб. Arseni Cioyev; 9 июля 2002, Цхинвал) — российский и азербайджанский борец вольного стиля. Бронзовый призёр чемпионата Европы 2024.

## Спортивная карьера
Уроженец Цхинвала. В конце марта 2022 года в Каспийске, одолев в финале Магомедгаджи Даитбекова  со счетом 10:9, победил на первенстве России среди юниоров до 21 года в весовой категории до 79 кг. 
В августе 2023 года на II Играх стран СНГ в Беларуси Арсений Джиоев стал сильнейшим в весовой категории до 86 кг. В финале он одолел Канатулы Сатыбалды из Казахстана со счетом 8:2.   
В середине декабря 2023 года в Баку стал серебряным призёром чемпионата Азербайджана. В финале уступил Магомед-Тагиру Ханиеву.  
13 февраля 2024 года стало известно, что Джиоев выступит на чемпионате Европы в Бухаресте. 18 февраля 2024 года, в схватке за 3 место одолев Арслана Багаева из России, стал бронзовым призёром чемпионата Европы.
В мае 2024 года выиграл бронзу на чемпионате Европы среди спортсменов до 23 лет в Баку.
В октябре 2024 года выиграл серебро на чемпионате мира по борьбе среди спортсменов до 23 лет 2024 в Тиране (Албания).
В марте 2025 года выиграл золото на чемпионате Европы по борьбе среди спортсменов до 23 лет, прошедшем в Тиране (Албания).

## Спортивные результаты
- Чемпионат России по борьбе среди юниоров 2022 —   (79кг)
- Кубок памяти Ивана Ярыгина 2023 -   (86кг)
- Игры стран СНГ, Минск 2023 —   (86кг)
- Чемпионат Азербайджана по борьбе 2023 — ;  (86кг)
- Чемпионат Европы по борьбе 2024 — ;  (86кг)
- Чемпионат Европы по борьбе среди спортсменов до 23 лет 2024 — ;
- Чемпионат мира по борьбе среди спортсменов до 23 лет 2024 — ;
- Чемпионат Европы по борьбе среди спортсменов до 23 лет 2025 — ;